# مسجد الخانقاة الصلاحية

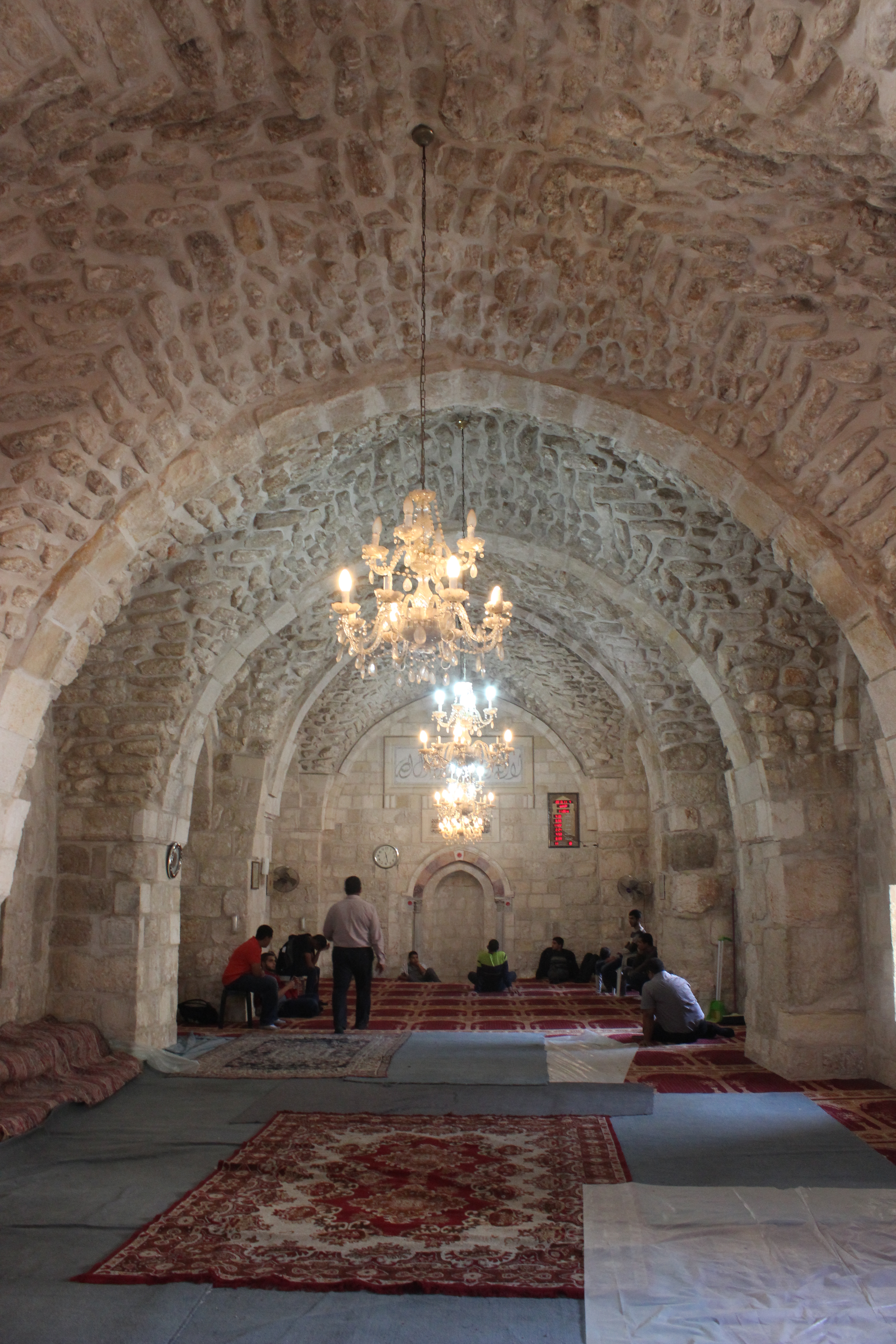
مسجد الخانقاة الصلاحية من الداخل.

مسجد الخانقاة (الزواية الصلاحية) مسجد أثري يقع داخل أسوار البلدة القديمة لمدينة القدس، في حارة النصارى، بالقرب من كنيسة القيامة. يُعتقد أن صلاح الدين الأيوبي هو من بناه بعد معركة حطين في سنة 583 هـ / 1187 م، فنسبت إليه، وأوقفها على الصوفية في سنة 585 هـ/ 1189 م. وهي أول خانقاه أنشئت في القدس بعد تحريرها. وقد كان لها دور ملموس في الحركة الفكرية في القدس، إلى جانب دورها في التصوف. وقد تولى مشيختها عدد من العلماء المتصوفة.
كانت مشيختها من الوظائف السنية المهمة حيث كان البناء يحوي على مسجد ومدرسة ومكان عام للجلوس وصالة للطعام ومكان للتدريب العسكري، فكان بذلك الخانقاه مركزًا إسلاميًا مهم في مدينة القدس، وقد أوقفه صلاح الدين للمسلمين من ذلك الوقت حتى عهد الانتداب البريطاني على فلسطين، والخانقاة مركز إشعاع حضاري في فلسطين نظرًا لقربه من كنيسة القيامة. يبلغ طول المسجد 20 متر وعرضه ستة أمتار، وقد تم إغلاقه لسنوات بعد حرب 1967م.

وهي عبارة عن مجمع معماري كامل يتكون من مسجد، وغرف للسكن، ومرافق عامة. وفي العصر المملوكي، بنى شيخها برهان الدين بن غانم مئذنتها، وكان ذلك في سنة 840 هـ / 1417 م. ويتوصل إليها عبر مدخل معقود، يؤدي إلى درّكاه، يقابلها مسجد صغير. ويتوصل منها إلى الطابق الثافي بوساطة سلم حجري. وفي الطابق الثافي مسجد كبير، وله محراب لطيف الشكل. وفوقه نقش كتابي عل لوح رحامي. ويبين هذا النقش اسم المنشئ وهو عيسى بن أحمد بن غانم، كما يبين سنة الإنشاء، وقد كانت 714 هـ / 1340 م. وأما الأجزاء الأخرى من الخانقاه، فهي غرف علوية كانت تستعمل مساكن لسكنى شيخ الخانقاه، والصوفية. 

## معرض الصور

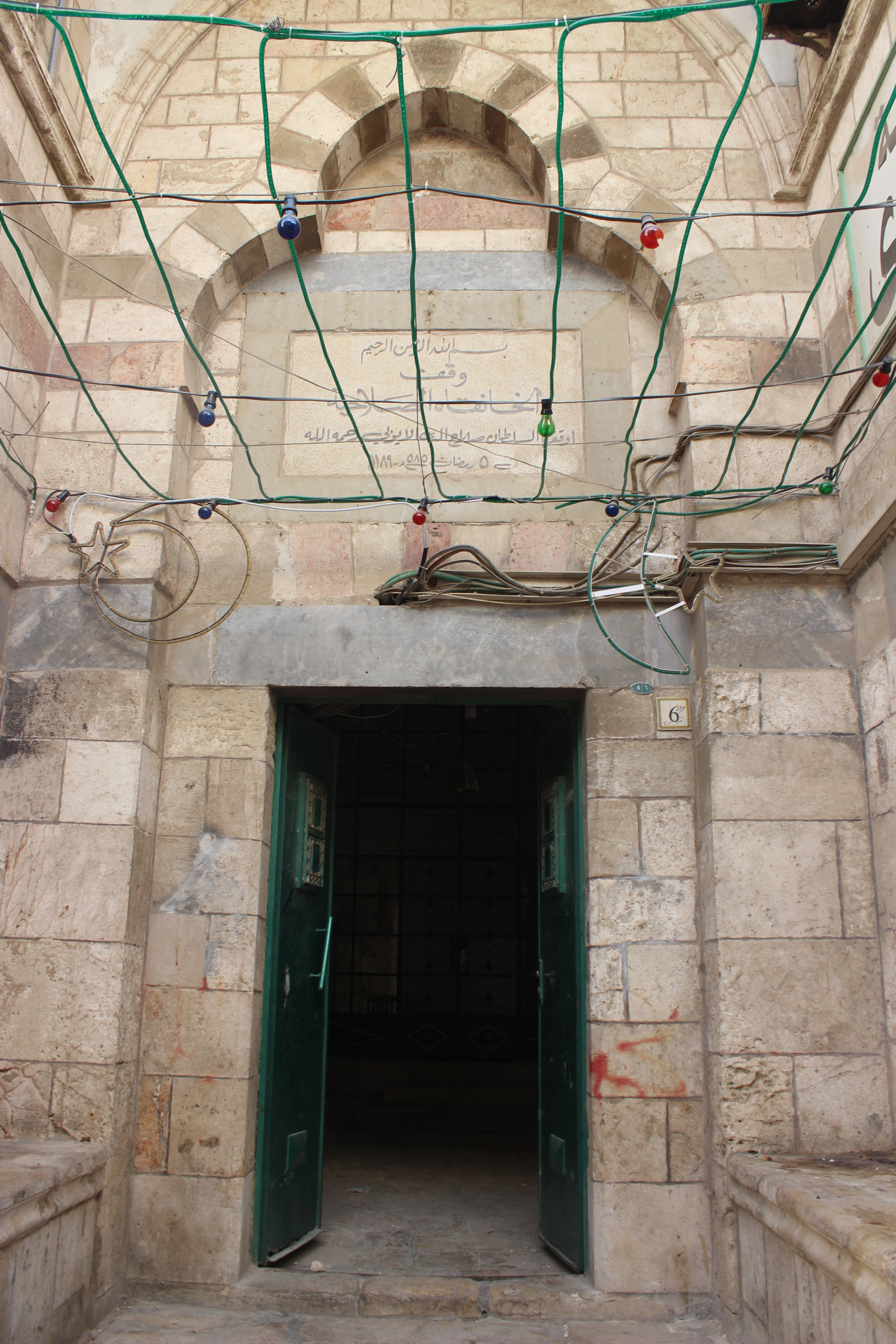
مدخل المسجد.
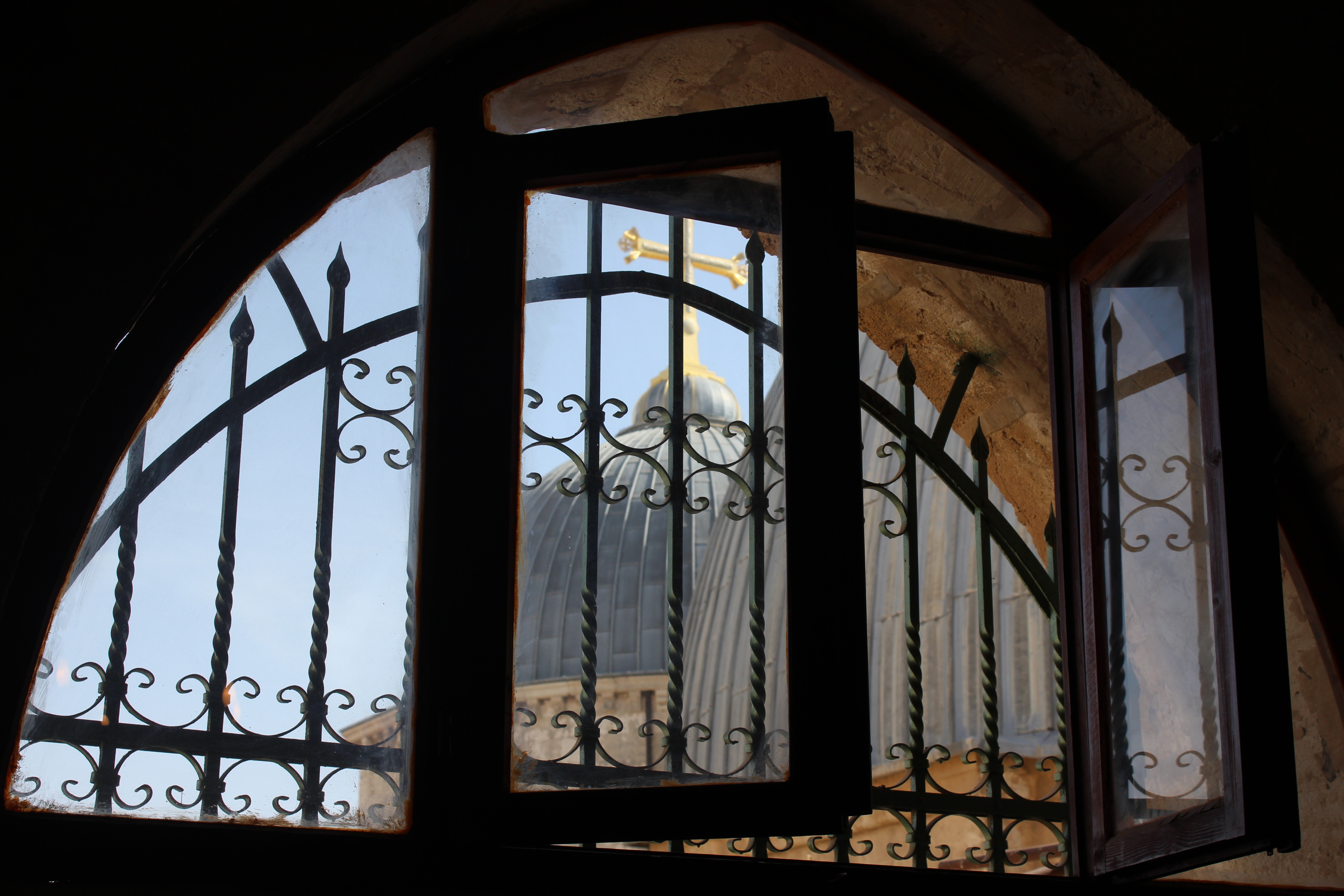
كنيسة القيامة كما تبدو من إحدى نوافذه.